# オズヴァルド・バニョーリ
- オスヴァルド・バニョーリ

オズヴァルド・バニョーリ（Osvaldo Bagnoli,1935年7月3日 -）は、イタリアのミラノ出身の元サッカー選手でサッカー指導者。

## 経歴
1986-87年シーズに、エルケーア・ラルセン、ブリーゲルらを擁し、エラス・ヴェローナを初のセリエA制覇に導いた。
1991-92年シーズンにはジェノアをUEFAカップ準決勝まで導くと、1992-93年シーズン、インテルナツィオナーレ・ミラノの監督を任された。前半戦こそACミランに独走を許したが、後半怒濤の追い上げを見せ、優勝にあと一歩まで迫った。翌シーズン、デニス・ベルカンプ、ヴィム・ヨンクを加え、リーグ優勝が期待されたが、ベルカンプの不振もあり、リーグ戦では全く振るわず、シーズン途中に解任された。(一方のUEFAカップでは勝ち上がっていて、このシーズン、監督を引き継いだジャンピエロ・マリーニの指揮下で優勝を果たしている。)この解任を最後に監督業から引退した。

## 獲得タイトル
選手時代

### ACミラン
- セリエA : 1956-57

指導者

### エラス・ヴェローナFC
- セリエA : 1984-85
- セリエB : 1981-82

個人
- セミナトーレ・ドオロ（イタリア語版） : 1984
- イタリアサッカーの殿堂